# Yarisley Silva
Yarisley Silva (Pinar del Río, 1 de junho de 1987) é uma atleta e campeã mundial cubana especializada no salto com vara.

## Carreira
Primeira atleta de Cuba a atingir alto nível global nesta modalidade, conquistou sua primeira medalha internacional nos Jogos Centro-Americanos e do Caribe de 2006, seguida de uma medalha de bronze no Pan do Rio 2007. Participou dos Jogos Olímpicos de Pequim 2008 mas não conseguiu classificação para a final saltando apenas 4,15 m.
Sua carreira deu um grande salto neste ciclo olímpico,  e três anos depois foi campeã nos Jogos Pan-Americanos de 2011, disputados em Guadalajara, no México, depois de um duelo com a brasileira Fabiana Murer, campeã do Pan anterior, que se repetiria em várias ocasiões posteriores. No Mundial de Daegu, pouco depois, ficou na quinta colocação com um recorde pessoal e regional de 4,70 m.

### Londres 2012
Em Londres 2012, ficou com a medalha de prata olímpica com um salto de 4,75 m, a primeira latina-americana a medalhar nesta modalidade em Jogos Olímpicos. Em Moscou 2013, ficou com o bronze na disputa do Campeonato Mundial.

### Pan de Toronto
Em 2015, foi novamente campeã do salto com vara nos Jogos Pan-Americanos de 2015, disputados em Toronto, no Canadá, com a marca de 4,85m, novo recorde pan-americano, depois de uma dura disputa com a brasileira Murer, numa prova com nível técnico superior ao dos Jogos de Londres, com Yarisley vencendo no último salto e a campeã olímpica Jennifer Suhr ficando apenas em terceiro lugar.

### Pequim 2015
O duelo com Murer se repetiria um mês depois no Mundial de Pequim 2015; elas foram as duas últimas a sobrarem, mostrando o alto nível técnico que a prova teve no Pan de Toronto; Murer e Silva foram as únicas a saltar 4,85 m, sendo que a brasileira tinha precisado de menos saltos para chegar até ali, estando assim com a medalha de ouro garantida caso ninguém ultrapasse 4,90 m. Nas duas primeiras tentativas, nem Fabiana nem Yarisley passaram a marca, o que dava  a medalha de ouro à Fabiana, faltando apenas um último salto para Yarisley Silva; na última tentativa porém, a cubana, que precisou de três saltos para superar os 4,70 m, conseguiu ultrapassar 4,90 m, deixando para Fabiana a missão de igualar a marca – que nunca saltou, seu recorde pessoal é 4,85 m, que igualou na prova; Fabiana não conseguiu ultrapassar o sarrafo ficando com a prata e Yarisley com o título mundial, a mesma posição das duas do Pan-americano de Toronto.

### Rio 2016
Na Rio 2016 ficou em sétimo lugar, ultrapassando apenas a marca de 4,60 m.

### Londres 2017
No Campeonato Mundial de Atletismo de 2017 em Londres, Yarisley ficou com a medalha de bronze junto com a venezuelana Robeiylis Peinado.

## Resultados
| Ano                | Competição                              | Local                  | Posição            | Notas              |
| Representando Cuba | Representando Cuba                      | Representando Cuba     | Representando Cuba | Representando Cuba |
| ------------------ | --------------------------------------- | ---------------------- | ------------------ | ------------------ |
| 2006               | Jogos Centro-Americanos e do Caribe     | Cartagena, Colômbia    | 2º                 | 3,95 m             |
| 2007               | Jogos Pan-Americanos                    | Rio de Janeiro, Brasil | 3º                 | 4,30 m             |
| 2008               | Jogos Olímpicos de Verão                | Pequim, China          | 27º                | 4,15 m             |
| 2009               | Campeonato Centro-Americano e do Caribe | Havana, Cuba           | 1º                 | 4,40 m             |
| 2011               | Campeonato Mundial de Atletismo         | Daegu, Coreia do Sul   | 5º                 | 4,70 m             |
| 2011               | Jogos Pan-Americanos                    | Guadalajara, México    | 1º                 | 4,75 m             |
| 2012               | Jogos Olímpicos                         | Londres, Grã-Bretanha  | 2º                 | 4,75 m             |
| 2013               | Campeonato Mundial de Atletismo         | Moscou, Rússia         | 3º                 | 4,82 m             |
| 2015               | Jogos Pan-Americanos                    | Toronto, Canadá        | 1º                 | 4,85 m             |
| 2015               | Campeonato Mundial de Atletismo         | Pequim, China          | 1º                 | 4,90 m             |